# Слон (филм)
„Слон“ (на английски: Elephant) е американска драма от 2003 година на режисьора Гас Ван Сант, базирана на трагичните събития в гимназията в Колумбайн.

## Сюжет
Внимание:  Текстът по-долу разкрива сюжета на произведението (или части от него)!
Алекс Фрост учи в училище в предградията на Портланд, Орегон. Това е външно тих и спокоен млад мъж, на когото съучениците му непрекъснато се присмиват и подиграват. В един момент търпението на Алекс се изчерпва и заедно с приятеля си Ерик той решава да накаже всички нарушители, като организира клане в училище с огнестрелни оръжия...

## Актьорски състав
| Актьор          | Роля                                                                        |
| --------------- | --------------------------------------------------------------------------- |
| Алекс Фрост     | Алекс – ученик на училище, организатор на избиването на ученици             |
| Ерик Дюлен      | Ерик – ученик на училище и съучастник на Алекс                              |
| Джон Робинсън   | Джон Макфарланд – приятел на Алекс                                          |
| Тимъти Ботъмс   | г-н Макфарланд – алкохолик, бащата на Джон                                  |
| Алиша Майлс     | Акадия – близка приятелка на Джон и член на гей-страйт алианса              |
| Мат Малой       | г-н Лус – директорът на училището                                           |
| Елиас Макконъл  | Елиас – училищен фотограф любител                                           |
| Нейтън Тайсън   | Нейтън – ученик, един от членовете на училищния отбор по американски футбол |
| Кари Финклеа    | Кари – ученичка, приятелка на Нейтън                                        |
| Кристен Хикс    | Мишел – изперкало момиче, срамуващо се от тялото си                         |
| Британи Маунтин | Британи – ученичка с булимия, приятелка на Джордан и Никол                  |
| Джордан Тейлър  | Джордан – ученичка с булимия, приятелка на Британи и Никол                  |
| Никол Джордж    | Никол – ученичка с булимия, приятелка на Джордан и Британи                  |
| Бени Диксън     | Бени – ученик спортист                                                      |